# Sant Adrià de Besòs
Sant Adrià de Besòs (em catalão e oficialmente), San Adrián de Besós ou del Besós (em castelhano) é um município da Espanha na comarca de Barcelonès, província de Barcelona, comunidade autónoma da Catalunha. Tem 3,87 km² de área e em 2021 tinha 37 283 habitantes (densidade: 9 633,9 hab./km²).